# Konrad Jörgens
Konrad Jörgens (3 décembre 1926 - 28 avril 1974) est un mathématicien allemand. Il apporte d'importantes contributions à la physique mathématique, en particulier aux fondements de la mécanique quantique, et à la théorie des équations aux dérivées partielles et des opérateurs intégraux.

## Carrière
Il étudie à Karlsruhe (1949-1951) et à Göttingen (1951-1954) où il obtient son doctorat en 1954 sous la direction de Franz Rellich, avec une thèse sur l'équation de Monge-Ampère. De 1954 à 1958, il est à l'Institut Max Planck de physique et d'astrophysique de Göttingen, avec un séjour intérimaire à l'Université de New York (1956-1957). À partir de 1958, il est à l'Institut de mathématiques appliquées à Heidelberg, où il obtient son habilitation en juillet 1959. En juin 1961, il est nommé à la nouvelle chaire de mathématiques appliquées et pratiques du même institut. En 1966, il devient professeur de mathématiques appliquées à Heidelberg.